# Wim Slijkhuis
Wim Slijkhuis, född 13 januari 1923 i Leiden i Zuid-Holland, död där 28 juni 2003 i Badhoevedorp i Noord-Holland, var en nederländsk friidrottare.
Slijkhuis blev olympisk bronsmedaljör på 1 500 meter och 5 000 meter vid sommarspelen 1948 i London.